# Alfambra
Cet article concerne la commune d'Espagne. Pour la rivière, voir Alfambra (rivière).
Alfambra est une commune d’Espagne, dans la province de Teruel, communauté autonome d'Aragon comarque de Teruel, sur la rivière Alfambra.